# Таосская художественная колония
Та́осская худо́жественная коло́ния (англ. Taos art colony) — художественная колония в городе Таос, штат Нью-Мексико, США, основанная художниками, привлечёнными богатой культурой Таос-Пуэбло и красивыми пейзажами.

## История

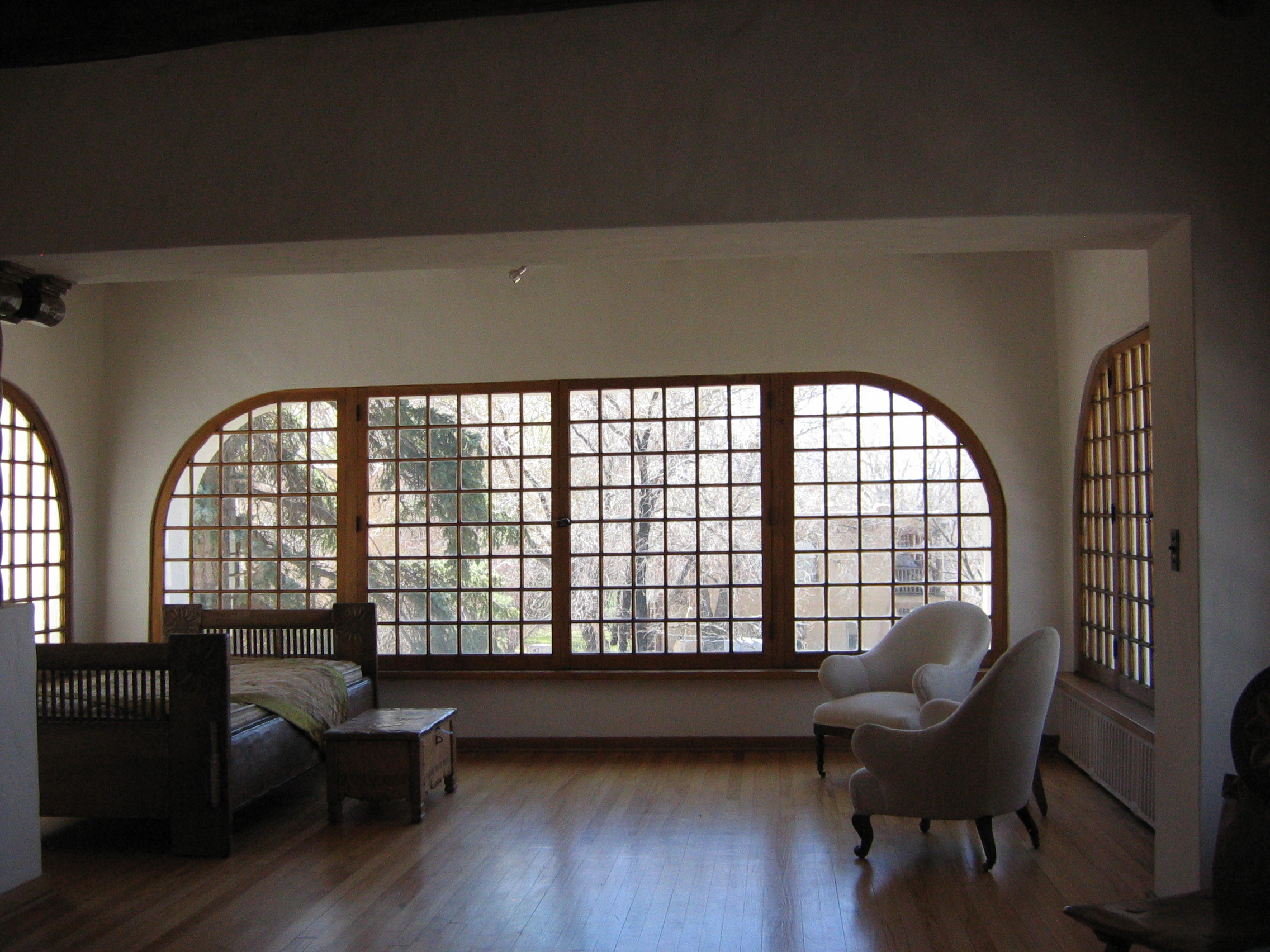
Интерьер комнаты дочери в доме Фешина в Таосе, 2008 год

В 1898 году посещение художниками Бертом Филипсом и Эрнестом Блуменшайном Таоса стало первым шагом в создании в городе одноимённой художественный колонии и Таосского художественного общества. Также существенную роль в создании арт-колонии сыграла покровительница искусств и светская львица Мэйбл Додж.
В начале XX века в колонии селились художники-современники тех лет, наиболее известным из которых был индеанист Ингер Ирвинг Каус (ум. 1936), затем в 1950-е годы здесь появились художники-абстракционисты. В Таосе имеется более 80 художественных галерей и три музея. Существует ряд организаций, которые поддерживают и поощряют работу художников в Таос-Пуэбло и колонии.
В настоящее время в Таосской художественной колонии имеется ряд организаций, объединяющих работников искусства — Taos Art Association, Taos Artist Organization, Taos Gallery Association и Taos Pueblo artists, а также функционируют три музея — Harwood Museum of Art, Millicent Rogers Museum и художественный музей Таоса.
Интересно, что в этой колонии в период с 1923 по 1934 годы работал русский художник Николай Фешин, построивший здесь собственный дом, который в 1979 году дочь художника — Ия Николаевна Фешина-Брэнхэм, добилась включения в список национальных исторических памятников США. В 1994 году здесь был образован художественный музей.